# Ania
Az Ania női név az Anna orosz alakjából ered.

## Rokon nevek
Anda, Anélia, Anéta, Anett, Anetta, Anica, Anika, Anikó, Anilla, Anina, Anita, Anka, Anna, Anabel, Anabella, Annabell, Annabella, Annaliza, Annamari, Annamária, Annarita, Annavera, Anni, Hanna, Hanka, Kisanna, Kisó, Nanett, Nanetta, Netta, Netti, Nina, Ninell, Ninetta, Ninon, Panka, Panna, Panni

## Gyakorisága
Az újszülötteknek az 1990-es években nem lehetett anyakönyvezni. A 2000-es és a 2010-es években sem szerepelt a 100 leggyakrabban adott női név között.
A teljes népességre vonatkozóan az Ania sem a 2000-es, sem a 2010-es években nem szerepelt a 100 leggyakrabban viselt női név között.